# Human Highway
Human Highway je americká filmová komedie, kterou režíroval Neil Young (pod pseudonymem Bernard Shakey) spolu s Deanem Stockwellem. Vedle Younga, který si ve filmu také zahrál, v něm hrají například Dennis Hopper, Russ Tamblyn nebo hudební skupina Devo.

## Obsazení
| Neil Young        | Frankie Fontaine    |
| Russ Tamblyn      | Fred Kelly          |
| Dean Stockwell    | Otto Quartz         |
| Dennis Hopper     |                     |
| Charlotte Stewart | Charlotte Goodnight |
| Sally Kirkland    | Kathryn             |
| Geraldine Baron   | Irene               |